# 상담 심리학
상담심리학(相談心理學,counseling psychology)은 상담의 목적이나 방법, 과정 따위를 연구하는 심리학의 한 분야이다. 개인의 정서적, 행동적, 직업적, 사회적 측면 및 교육, 건강 등과 같은 영역에서의 적응과 기능등도 함께 연구한다.

## 역사

#### 임상 심리학
1896년 라이트너 위트너는 펜실베이니아 대학교에 최초의 심리 환자 클리닉을 개설하였고, 임상 심리학이라는 용어를 만들었다. 이 때에는 주로 정신과 환자에 대한 평과와 치료에 초점을 맞추었다.

#### 경력 상담
1908년, 프랭크 파슨스는 보스턴에 직업 상담사를 지원하고 학교에서의 임명을 옹호하는 직업국을 설립했다. 이 때 처음으로 경력 상담이라는 용어를 사용하였다. YMCA 보스턴은 최초로 경력 상담 교육을 제공하였다.

##### AAMC
1942년에는 미국 결혼 상담사 협회(AAMC)도 설립되었다

##### 2차 세계 대전 이후
제 2차 세계 대전이 끝나고 많은 참전 용사들이 고향으로 돌아갔다. 약 320만 명 정도의 미국 퇴역군인들이 G.I. 법안에 따라 훈련을 신청하여 미국 재향군인청(VA)에서 직업 및 개인 적응 상담에 대한 필요성을 제기하었다. 그 해 칼 로저스는 시카고 대학교에 상담 센터 설립을 요청을 받았다.

## 카운슬링
상담 심리학(counseling psychology)은 상담(counseling) 과정 및 결과와 같은 다양한 영역에서 연구 및 응용 작업을 포함하는 심리 전문 분야이다. 감독 및 훈련, 경력 개발 및 상담, 그리고 예방과 건강등 상담 심리학자들 사이의 통합 주제에는 자산과 강점, 사람과 환경의 상호 작용, 교육 및 경력 개발, 간단한 상호 작용, 건강한 성격에 대한 초점이 포함된다.

## 언어
상담심리학은 그 응용에서 내러티브 상담(Narrative counseling)처럼 인간이 갖고있는 강력한 의사소통 도구이며 종특이성행동이자 보편적이고 동등한 능력인 언어에 기반한다는 점에서 이러한 맥락에서 매우 접근성이 좋은 채널을 전제로 친밀성이 높은 강력한 지지기반을 제공할 수 있다.

## 같이 보기
- 임상심리학
- 생물심리학